# Morone
Morone é um gênero de peixe da família Moronidae.

## Espécies
Estão descritas quatro espécies:
- Morone americana (Gmelin, 1789)
- Morone chrysops (Rafinesque, 1820)
- Morone mississippiensis Jordan & Eigenmann in Eigenmann, 1887
- Morone saxatilis (Walbaum, 1792)